# Нурмагамбетов, Сагадат Кожахметович
Сагадат Кожахметович Нурмагамбе́тов (25 мая 1924, с. Трудовое, Алексеевская волость, Акмолинский уезд, Акмолинская губерния, Казахская АССР, СССР — 24 сентября 2013, Алма-Ата, Казахстан) — советский и казахстанский военачальник, первый министр обороны Республики Казахстан (1992—1995), Герой Советского Союза (1945), Народный Герой Казахстана (1994), Генерал армии Республики Казахстан (1993).

## Биография
Родился в селе Трудовое, Алексеевская волость, Акмолинский уезд, Акмолинская область, Казахская ССР, казах. Происходит из рода Кыпшак Среднего жуза. Окончил 7 классов. Работал заведующим избой-читальней в колхозе. С 1942 года, вся его дальнейшая жизнь была связана с военной службой.

### Великая Отечественная война
В 1942 году после окончания школы был призван в Красную Армию и направлен в 1-е Туркестанское пулеметное училище в городе Кушка (Туркменской ССР). 
После окончания обучения, в апреле 1943 года — отправлен на фронт Великой Отечественной войны. 
Воевал до мая 1945 года в составе 1052-го стрелкового полка 301-й стрелковой Сталинской ордена Суворова дивизии 5-й ударной армии в должности:
- командир пулемётного взвода;
- командир пулемётной роты;
- командир стрелкового батальона.

Участвовал в освобождении Краснодарского края, Украины, Молдавии, Западной Белоруссии, Польши.
27 февраля 1945 года «за образцовое выполнение боевых заданий командования во время прорыва сильно укреплённой обороны противника на территории Польши, проявленные при этом отвагу и геройство», ему было присвоено звание Героя Советского Союза (медаль № 5214).
Окончил войну в Берлине. Батальон Сагадата Нурмагамбетова участвовал в штурме здания рейхсканцелярии Гитлера. По окончании боевых действий личный состав батальона под командованием Нурмагамбетова выполнял задачи по охране важных объектов государственной значимости.
За героизм и мужество Сагадат Нурмагамбетов в апреле 1945 года был представлен ко второй медали «Золотая Звезда». Наградной лист был подписан командиром 1052-го стрелкового полка, Героем Советского Союза, полковником А. Пешковым, согласован с командиром 301-й стрелковой Сталинской ордена Суворова II степени дивизии полковником В. Антоновым. Аргументация в представлении: 

«Во время прорыва сильно укреплённой обороны противника западнее Кюстрина, 14 апреля 1945 года батальон под умелым командованием майора Нурмагамбетова, действуя на главном направлении, прорвал оборону немцев и занял пять линий траншей, дал возможность ввода в действие танков и остальных батальонов полка. Проявляя смелость и умение, развил дальнейший успех боя за восточную окраину города Гузов, завязав уличные бои, за три часа овладел северо-восточной окраиной города, причём, батальоном было уничтожено 200 гитлеровцев, 18 огневых точек, ликвидировано восемь опорных пунктов и захвачено в плен 69 солдат и офицеров противника.
В районе населённого пункта Хермесдорф противник предпринял в течение дня, 18 апреля 1945 года, три контратаки. Майор Нурмагамбетов, проявляя исключительную стойкость и умение отлично организовать и обеспечить отражение всех контратак немцев, с большими для них потерями в живой силе и технике, сбил противника с занимаемых рубежей… ворвался в г. Буков, преодолевая упорное сопротивление крупных групп фаустников и автоматчиков противника, в трудных условиях уличных боёв отлично обеспечил выполнение приказа командования полка по овладению восточной окраиной города. В боях за город Буков батальоном было уничтожено 100 гитлеровцев, двенадцать огневых точек, три танка и одно самоходное орудие.
23 апреля стрелковый батальон майора Нурмагамбетова первым форсировал реку Шпрее в районе пригорода Трептов и, закрепившись на западном берегу, отлично обеспечил отражение четырёх яростных контратак противника, пытавшегося ликвидировать захваченный плацдарм нашими частями. Развивая дальнейший успех боя, батальон завязал уличные бои на улицах пригорода Трептов с фаустниками и автоматчиками, причём уничтожил свыше 80 гитлеровцев, захватил в плен 145 солдат противника, чем в исключительной мере способствовал овладению пригородом Трептов.

24 апреля 1945 года батальон майора Нурмагамбетова, сломив упорное сопротивление противника, ворвался в г. Берлин. Мастерски управляя батальоном, в сложных уличных боях с большими группами фаустников и автоматчиков уничтожил свыше 450 и захватил в плен 1 560 гитлеровцев и ликвидировал девять опорных пунктов. В этом бою майор Нурмагамбетов был ранен. Достоин награждения второй медалью „Золотая Звезда“».— наградной лист в ОБД «Память Народа»
Однако повторного присвоения звания Герой Советского Союза не произошло, и по представлению командира 9-го стрелкового корпуса генерал-лейтенанта Ивана Рослого, майор Нурмагамбетов был награждён орденом Красного Знамени.

### Послевоенный период
- 1945 — 1946 — инспектор отдела вузов Степного военного округа.
- С июня 1946 по ноябрь 1949 года проходил обучение в Военной академии имени М. В. Фрунзе.
- С 10 января 1950 года — старший офицер оперативного управления штаба Туркестанского военного округа;
- С октября 1954 года — командир мотострелкового полка — 31-го мотострелкового полка 203-й мотострелковой дивизии Туркестанского военного округа;
- С августа 1958 года — начальник штаба мотострелковой дивизии — 203-й мотострелковой дивизии Туркестанского военного округа.

В 1961 году командующим округа генералом армии Федюнинским И. И. был представлен на назначение командиром 203-й мотострелковой дивизии Туркестанского военного округа, однако в связи с болезнью С.Нурмагамбетова, назначение не состоялось.
- С августа 1961 года — начальник штаба Гражданской обороны Казахской ССР (г. Алматы);
- С октября 1969 по декабрь 1980 года — заместитель командующего войсками Среднеазиатского военного округа.
- С мая 1974 по декабрь 1980 года член Военного совета Среднеазиатского военного округа;
- С января 1981 года — первый заместитель командующего войсками Южной группы войск ВС СССР (Венгрия);
- С 5 июня 1984 года — заместитель командующего войсками Среднеазиатского военного округа.

За это время дважды обучался на высших академических курсах руководящего состава Академии Генерального штаба Вооружённых Сил СССР в 1971, 1981 годах. В Советской Армии ему были присвоены воинские звания «генерал-майор» (1964) и «генерал-лейтенант» (1972).
В 1989 году после расформирования Среднеазиатского военного округа вышел в отставку в связи с достижением предельного возраста воинской службы и стал председателем Казахского республиканского совета ветеранов войны, труда и Вооружённых Сил и одновременно председателем Комитета Верховного Совета Казахской ССР по делам ветеранов и инвалидов Вооружённых Сил.

### Независимый Казахстан
В октябре 1991 года указом Президента Республики Казахстан вновь был призван на воинскую службу и назначен председателем Государственного Комитета обороны;
7 мая 1992 года назначен Министром обороны Республики Казахстан.
В Вооружённых силах Республики Казахстан ему были присвоены воинские звания генерал-полковник (7 мая 1992 г.) и генерал армии (5 мая 1993 г.).
23 мая 1994 года указом Президента Республики Казахстан ему присвоено звание «Халык Кахарманы» (Народный Герой Казахстана) с вручением «Золотой Звезды» № 1.
В ноябре 1995 года вышел в отставку в звании генерала армии, после чего являлся советником Президента Республики.
В 1971 — 1994 годах неоднократно избирался депутатом Верховного Совета Казахстана.
Находясь в отставке, работал консультантом в государственном предприятии «Казспецэкспорт».
Жил и работал в городе Алматы, где и скончался 24 сентября 2013 года. Похоронен на Кенсайском кладбище.

## Семья
Супруга — Нурмагамбетова Лира Сабировна (1927—2005). 
Двое детей. 
- Сын — Талгат (1953—2020), генерал-майор запаса[5].
- Дочь — Айсулу.

## Воинские звания

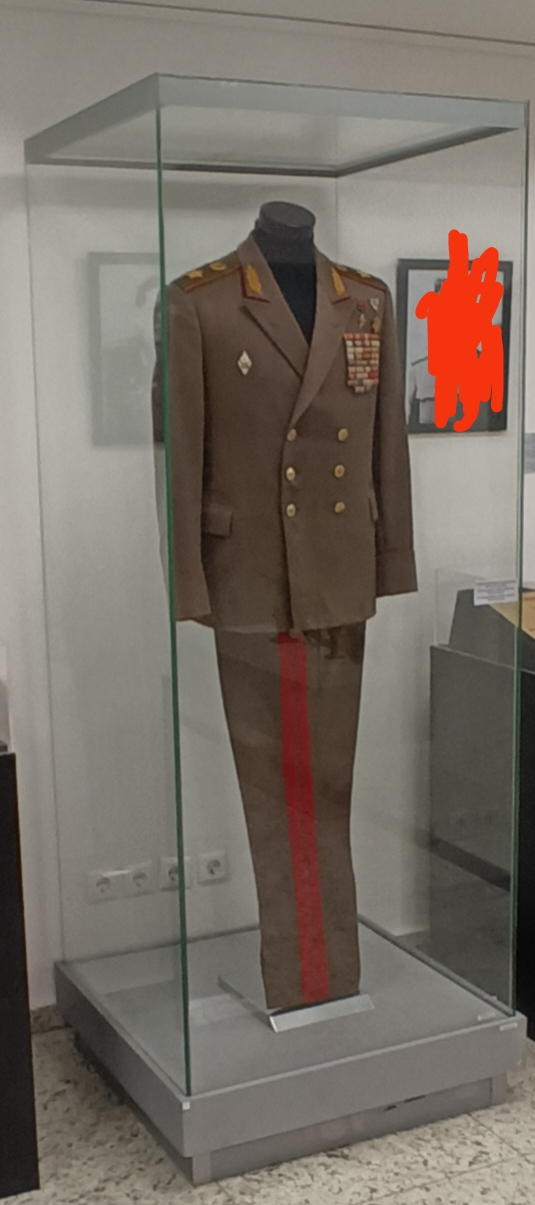
Генеральный мундир С. К. Нурмагамбета. Астана, Национальный музей.

Годы присвоения генеральских званий:
- Генерал-майор (1964)
- Генерал-лейтенант (1972)
- Генерал-полковник (1992)
- Генерал армии (1993)

## Сочинения
Список книг авторства Сагадата Нурмагамбетова:
- «Лицом к огню» - Алма-Ата, 1984 г.
- «Мой передний край» - Алматы, Ана тiлi, 1995 г.
- «А в памяти нет тишины» - Алматы, 1999 г.
- «От огненных лет до суверенной армии». Сборник мемуарных произведений — Алматы, Издательский дом «Жибек жолы», 2005.

## Память
- В 1999 году именем генерала Нурмагамбетова была названа созданная для углублённого изучения государственного и иностранных языков, военных дисциплин, а также усиленной физической подготовки Республиканская школа «Жас улан» в Астане[7].
- в Республике Казахстан, Жамбылской области, Кордайском районе, Отарском сельском округе, пгт Гвардейский в 2015 году открыт сквер имени Сагадата Нурмагамбетова.
- В декабре 2019 года улица Сағадат Нұрмағамбетов появилась в Астане[8].
- 11 сентября 2020 года именем генерала армии Нурмагамбетова С.К. назван Военный институт сухопутных войск Вооруженных сил Республики Казахстан.
- В 2022 году городе Усть-Каменогорске Республики Казахстан открыт парк имени Нурмагамбетова С.К.

## Награды
Список государственных наград Сагадата Нурмагамбетова:

### СССР
- Герой Советского Союза.
- Орден Ленина.
- Орден Октябрьской Революции.
- Орден Красного Знамени.
- Орден Отечественной войны I степени.
- Орден Отечественной войны II степени[9].
- Два ордена Трудового Красного Знамени.
- Два ордена Красной Звезды.
- Орден «За службу Родине в Вооружённых Силах СССР» III степени.
- Орден «Знак Почёта».
- Медаль «За боевые заслуги».
- Медаль «За воинскую доблесть. В ознаменование 100-летия со дня рождения В. И. Ленина».
- Медаль «За отличие в охране государственной границы СССР».
- Медаль «За оборону Кавказа».
- Медаль «За победу над Германией в Великой Отечественной войне 1941—1945 гг.».
- Медаль «20 лет Победы Великой Отечественной войне 1941—1945 гг.».
- Медаль «30 лет Победы Великой Отечественной войне 1941—1945 гг.».
- Медаль «40 лет Победы Великой Отечественной войне 1941—1945 гг.».
- Медаль «За взятие Берлина».
- Медаль «За освобождение Варшавы».
- Медаль «Ветеран Вооружённых Сил СССР».
- Медаль «За укрепление боевого содружества».
- Медаль «За освоение целинных земель».
- Медаль «30 лет Вооружённых Сил СССР».
- Медаль «40 лет Вооружённых Сил СССР».
- Медаль «50 лет Вооружённых Сил СССР».
- Медаль «60 лет Вооружённых Сил СССР».
- Медаль «За безупречную службу» I, II степеней.

### Казахстан
- Народный герой Казахстана.
- Орден Отан.
- Медаль «Астана».
- Медаль «10 лет Вооружённых сил Республики Казахстан».
- Медаль «10 лет независимости Республики Казахстан».
- Медаль «50 лет Победы Великой Отечественной войне 1941—1945 гг.».
- Медаль «60 лет Победы Великой Отечественной войне 1941—1945 гг.».
- Медаль «20 лет Вооружённых сил Республики Казахстан»[10].

### Россия
- Орден Дружбы (24 августа 1995 года) — за заслуги в укреплении военного сотрудничества между Российской Федерацией и Республикой Казахстан и в связи с 50-летием Победы в Великой Отечественной войне 1941—1945 годов[11].
- Медаль Жукова.

### Украина
- Орден «За заслуги» ІІІ степени (5 мая 2010 года) — по случаю 65-й годовщины Победы в Великой Отечественной войне 1941—1945 годов, за проявленное личное мужество и героизм в освобождении Украины от фашистских захватчиков[12]
- Орден Богдана Хмельницкого III степени (20 мая 2004 года) — за участие в освобождении Украины от фашистских захватчиков, весомый личный вклад в развитие добрососедских украинско-казахстанских связей и по случаю 80-летия от дня рождения[13].
- Почётный знак отличия президента Украины (23 августа 1994 года) — за значительный личный вклад в развитие и укрепление взаимоотношений между Украиной и Казахстаном, активное участие в освобождении Украины от фашистских захватчиков в годы Великой Отечественной войны 1941—1945 гг.[14].
- Медаль «Защитнику Отчизны».
- Юбилейная медаль «60 лет освобождения Украины от фашистских захватчиков».

### Другие иностранные награды
- Орден «9 сентября 1944 года» 1 степени с мечами (Болгария).
- Золотой Крест Заслуги (Польша).
- Медаль Pro Memoria (Польша).
- Медаль «30 лет Победы над милитаристской Японией» (Монголия).

### Почётные звания
- Почётный гражданин городов Астана, Алматы, Донецка.